# Amönau
Amönau is een plaats in de Duitse gemeente Wetter (Hessen), deelstaat Hessen, en telt 1000 inwoners (2007).